# Hemicoelus costatus
Hemicoelus costatus é uma espécie de insetos coleópteros polífagos pertencente à família Anobiidae.
A autoridade científica da espécie é Aragona, tendo sido descrita no ano de 1830.
Trata-se de uma espécie presente no território português.